# Colcannon

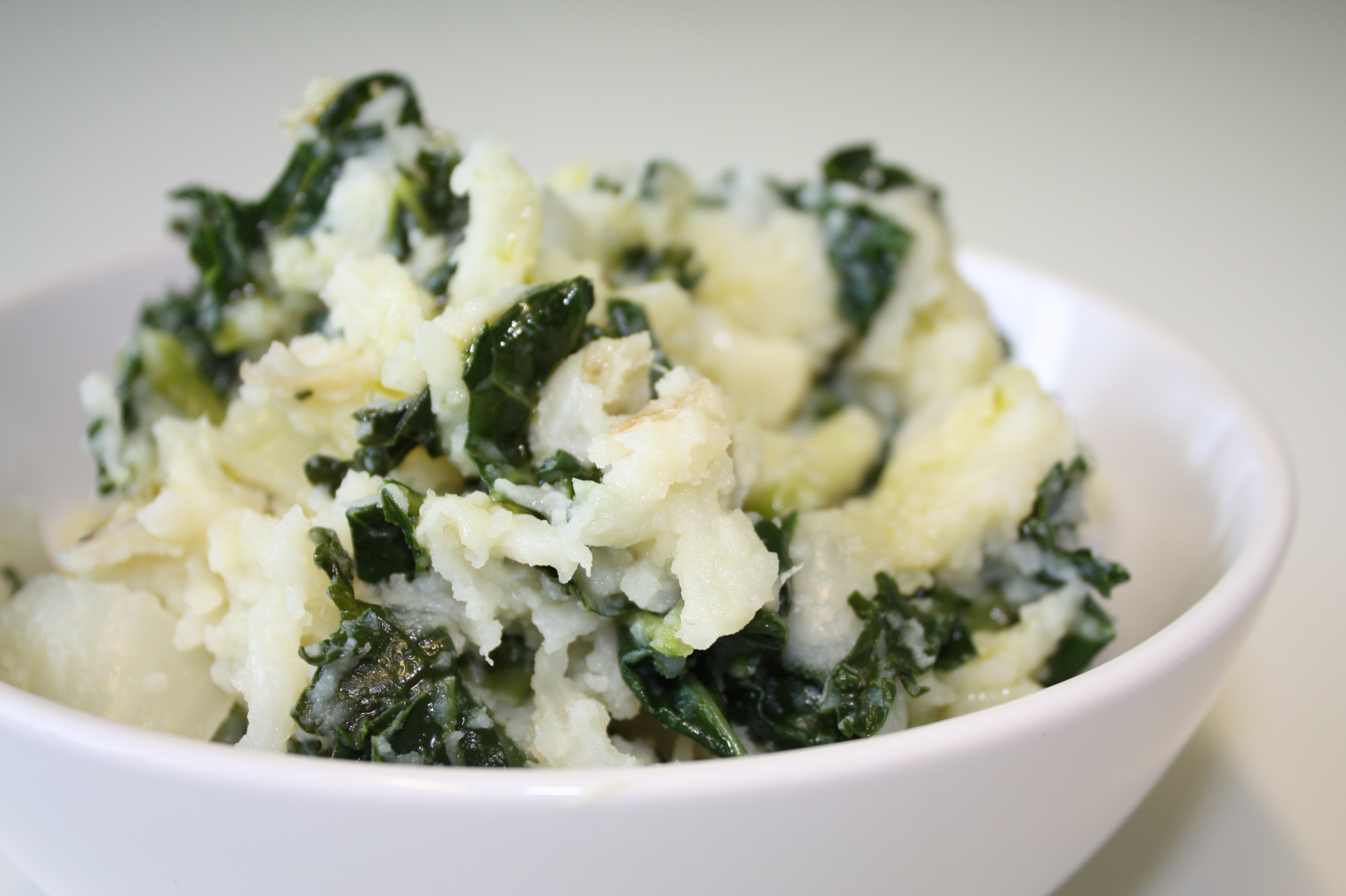
En skål med Colcannon.

Colcannon är en traditionell irländsk maträtt som huvudsakligen består av potatismos och kokt vitkål eller grönkål. Potatismos och kål blandas sedan med smör och grädde. En visa med samma namn har tillägnats rätten. Vanligen äts rätten antingen för sig själv eller med kokt skinka. Eftersom ingredienserna är billiga och rätten mättande ses den som en viktig del av den irländska husmanskosten.